# サイイド・アジャッル

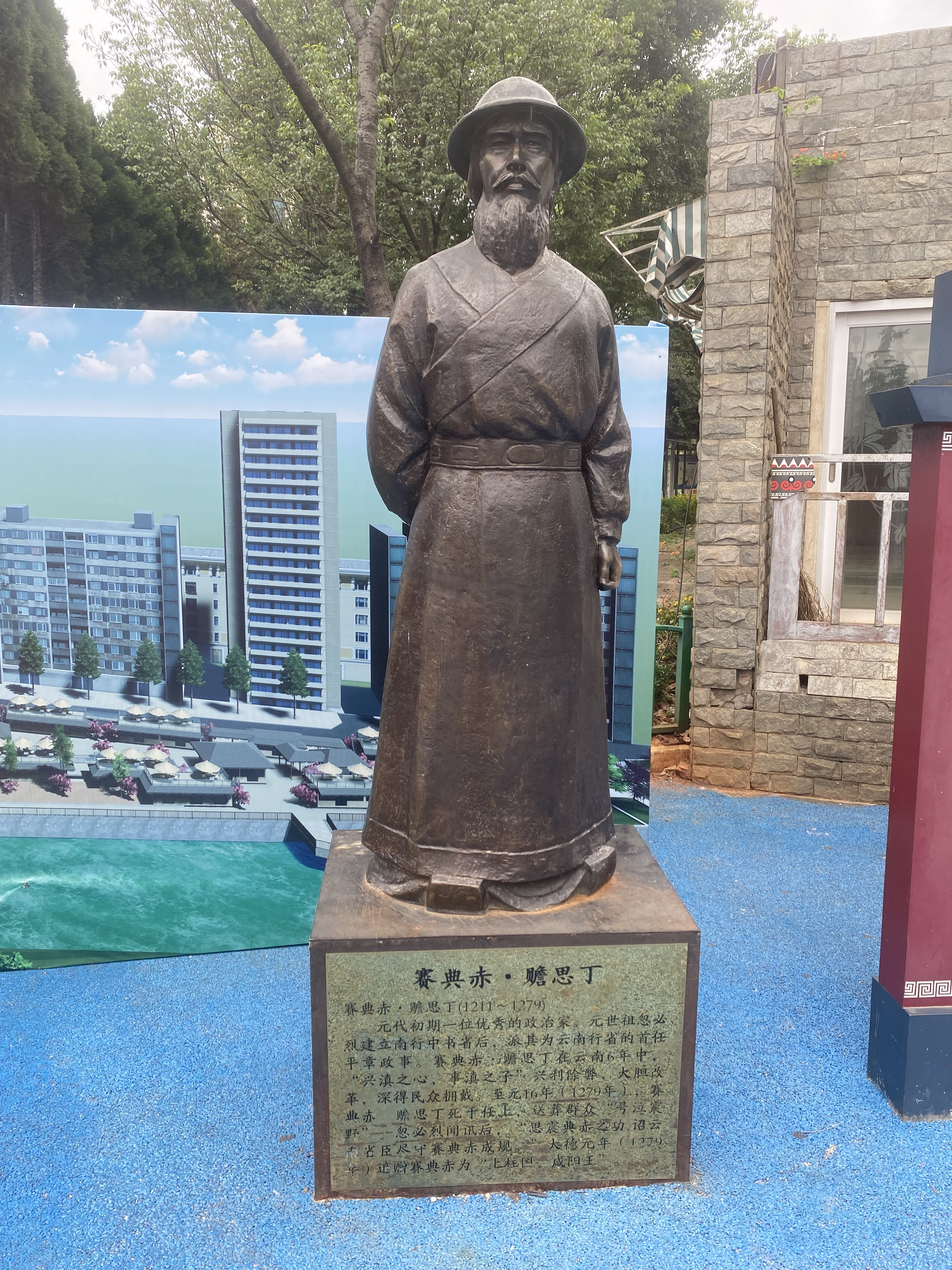
昆明市桃源広場のサイイド・アジャッル像

サイイド・アジャッル・シャムス・ウッディーン（ペルシア語: سید اجل شمس‌الدین、Sayyid Ajall Shams al-Din、1211年 - 1279年8月21日）は、モンゴル帝国（大元ウルス）に仕えて中国の行政官を務めたムスリム（イスラム教徒）の官僚。漢字表記は賽典赤。ラカブ（尊称）はシャムス・ウッディーン（赤贍思丁）、イスム（名）はウマル（ペルシア語: عمر、Umar、烏馬児）。ペルシア語資料では、サイイド・アジャッル・ブハーリー سيد اجلّ بخارى Sayyid Ajall Bukhārī の名で表れる。

## 人物・経歴

### 前半生
預言者ムハンマドの末裔を称するサイイドの名家の出身で、中央アジアの中心都市のひとつのブハラ（現在のウズベキスタン）に生まれ育った。チンギス・カンの中央アジア遠征のとき、父のカマール・ウッディーンが1千騎の配下とともに文豹・白鶻を献上してモンゴル軍に投降し、以後シャムス・ウッディーンはモンゴル帝国に仕えることとなった。モンゴル帝国に仕えたシャムス・ウッディーンは宿衛（ケシクテイ）に入り、本名のかわりに「高貴なサイイド（聖裔）」を意味するサイイド・アジャッルの通称で呼ばれて尊敬を受けた。
チンギス・カンの死後、オゴデイ・カアンの代に北中国の山西地方の太原平陽二路ダルガチ（行政官）を歴任し、次いで燕京の中州ジャルグチ（断事官）を務めた。モンケ・カアン元年（1251年）にマフムード・ヤラワチを長官として北中国全土を管轄するいわゆる燕京等処行尚書省が設置されると、サイイド・アジャッルとニザーム・ウッディーン（匿昝馬丁）がヤラワチらの補佐を命じられた。さらにその後、燕京周辺の行政の最高責任者である燕京路総管に充てられ、モンケ・カアンによる南宋領四川への親征（南宋遠征）が始まると、兵站を担当して供給を途絶えさせることがなかったという。
なお、モンケ治世中のサイイド・アジャッルの活動について、後にクビライ自らが「彼（塞咥旃＝サイイド・アジャッル）はモンケ・カアンに仕えながら、常に密かに朕を助けて財を用いてくれたものだ」とブクムに語ったとの逸話がある。もっとも、この時ブクムは「もし今内府の財物をもって親王と密かに結ぶ者がいるとしたら、陛下はどのように思うでしょうか」と述べ、クビライは「朕の失言であった」と答えたとも伝えられることから、クビライ自身も当時の禁忌を破ってサイイド・アジャッルと昵懇の関係を築いていたという自覚があったようである。

### クビライの治世初期
モンケの死後、弟のクビライが中国と内モンゴルを制してカアンを称すると、中国にいたサイイド・アジャッルもクビライの幕下に入り、中統元年（1260年）5月に燕京宣撫使に抜擢された。中統2年（1261年）6月には真定路宣撫使の劉粛とともに吏・戸・礼三部尚書の地位を得て、さらに同月中に宰相格の中書平章政事に昇格となった。先に収税を担当する戸部の事務を委ねられていることからして、サイイド・アジャッルは財政担当の宰相格として抜擢されたようである。
中統5年（1264年）に南宋との最前線である陝西・四川方面を管轄する行中書省が新設されたのにあわせてその平章政事に転出、中国西部の行政の最高責任者となり、至元7年（1270年）からは長江上流の四川地域を抑えてクビライによる南宋の併合を後方から支援した。
この頃、南宋の将軍で嘉定を守る昝万寿がみだりに侵掠を行わないサイイド・アジャッルに感服して酒を贈った事があり、周囲の者は毒殺を警戒して飲まないように勧めたが、サイイド・アジャッルは一笑に付してこれを飲んだため、昝万寿は一層嘆服したとの逸話が伝えられている。また至元8年（1271年）からは襄陽包囲戦が始まり、これに連動してサイイド・アジャッルは鄭鼎とともに水陸双方から嘉定へ進軍し、南宋の将2人を捕らえ、戦艦28艘を獲得する功績を挙げている。

### 雲南行省の統治
即位以前のクビライが大理国を征服（雲南・大理遠征）して以来、雲南地方ではまず人口調査が行われ、その結果を元に「十九万戸」が設置されてモンゴル帝国の支配下に組み込まれた。さらに、クビライが即位すると至元4年（1267年）に自らの息子のフゲチを雲南王に封じて派遣し、雲南王とその配下の王相府による雲南支配が企図されていた。ところが、至元8年（1271年）にフゲチが暗殺されるという事件が起こり、事態の収拾のためアルグ・テムルやトゥクルクといった皇族が雲南に派遣されたものの、雲南王による統治体制は頓挫してしまった。
そこで、早急に安定した雲南統治を確立すべく、クビライは新たに雲南等処行中書省（雲南行省）を設置し、至元11年（1274年）に行政手腕が高く評価されていたサイイド・アジャッルがその統治を委ねられ、雲南行省平章政事を拝命した。命を受けたサイイド・アジャッルはまず雲南の地理に詳しい者を求め、その山川城郭・駅舎軍屯を地図に描かせてクビライに献上したため、喜んだクビライは出発に当たって鈔50万緡および数えきれぬほどの金宝を下賜したという。
一方で、先に雲南に出鎮していたトゥクルクはサイイド・アジャッルによって実権を奪われることを警戒し兵を集めていた。そこでサイイド・アジャッルは先に息子のナースィル・ウッディーンを派遣し、事前協議のためトゥクルクの側からも配下を派遣するよう要請した。トゥクルクの配下である撒満・位哈乃らがナースィル・ウッディーンとともに至ると、サイイド・アジャッルはこれを歓待し、さらに新設の雲南行省の断事官に任じることを提案した。報告を受けたトゥクルクはサイイド・アジャッルの提案を喜んで受け入れ、これによってサイイド・アジャッルは雲南での行政を円滑に進められるようになったという。
サイイド・アジャッルは雲南に駐留していた6年間でモンゴル軍の協力を取り付けて雲南の開発に力を尽くし、雲南から領外のインドシナ半島にかけて居住する様々な民族には恩恵を施してよく従わせたので、至元16年7月13日（1279年8月21日）に死去したときは大いに惜しまれたという。死後、大徳元年（1297年）に守仁佐運安遠済美功臣・太師・開府儀同三司・上柱国・咸陽王の称号を追贈され、忠恵と諡された。
息子には、父の地位を継いだナースィル・ウッディーン（納速剌丁）、広東道宣慰使司都元帥となったハサン（哈散）、フサイン（忽辛）、建昌路総管となったシャムス・ウッディーン・ウマル（苫速丁兀黙里）、雲南諸路行中書省平章政事となったマスウード（馬速忽）らがいた。

### 評価

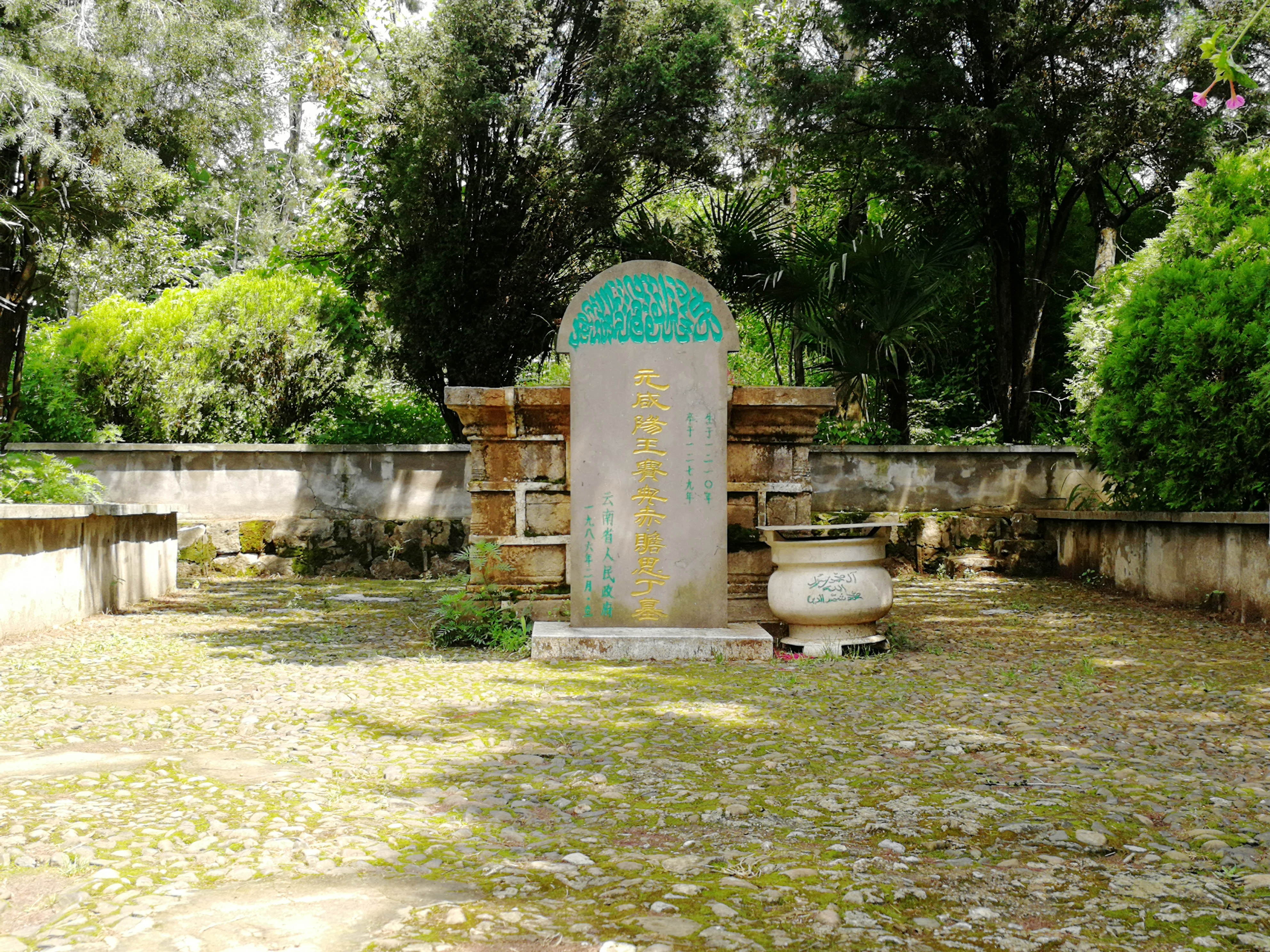
サイイド・アジャッルの墓

サイイド・アジャッルがクビライのもとで中国西部の行政を担当した15年の間、彼の息子や一族たちも各地の行政長官を務め、徴税と開発に力を尽くした。彼らの動向は同じ時期に首都の大都・上都から江南にかけての中国中央部の財務長官であったアフマドの一族のそれと対応しており、財務に優れた色目人の官僚を積極的に起用したクビライの経済・行政政策の特性のあらわれと言える。
しかし、サイイド・アジャッルは行政官として清廉に振る舞い、地方の開発に尽くしたことから上下を問わず非常に敬愛されたのは、民衆や同僚から非常な恨みを買ったアフマドとまったく対照的である。同時代人である王惲は著書の『中堂事記』において、サイイド・アジャッルを「財を軽んじ、民を安んじ、甚だ人望あり」と評しており、早くから人望ある人物として高く評価されていたようである。
アフマドが至元19年（1282年）に暗殺された後、その一族は不正を弾劾されて失脚したが、サイイド・アジャッルの子孫はその後も元代を通じて中国西部の地方行政に大きな足跡を残した。アフマドは後世に姦臣として名を残したが、サイイド・アジャッルは対照的に現在に至るまで非常に評価が高く、とくに雲南省の人々は雲南の開発者として非常に敬愛している。雲南省には言語的・形質的に漢民族と同化したムスリム（回族）が現在も数多く住んでいるが、彼らの多くはサイイド・アジャッルの末裔を称し、明の大航海者の鄭和もその一族である。

## サイイド・アジャッル家
|                          |                          |                          |                          |                          |                          |  |  |  |  | カマール・ウッディーン Kāmāl al-Dīn 苦馬魯丁                                         |                                                                |                                                                |                                                                |                                                                |                                                                |  |  |  |  |                       |                       |                       |                       |                       |                       |  |  |  |  |                                |                                |                                |                                |                                |                                |  |  |  |  |                                                |                                                |                                                |                                                |                                                |                                                |  |  |  |  |                                                 |                                                 |                                                 |                                                 |                                                 |                                                 |  |  |  |  |  |  |  |  |  |  |  |  |  |  |  |  |  |  |  |  |  |  |  |  |  |  |  |  |
|                          |                          |                          |                          |                          |                          |  |  |  |  |                                                                                      |                                                                |                                                                |                                                                |                                                                |                                                                |  |  |  |  |                       |                       |                       |                       |                       |                       |  |  |  |  |                                |                                |                                |                                |                                |                                |  |  |  |  |                                                |                                                |                                                |                                                |                                                |                                                |  |  |  |  |                                                 |                                                 |                                                 |                                                 |                                                 |                                                 |  |  |  |  |  |  |  |  |  |  |  |  |  |  |  |  |  |  |  |  |  |  |  |  |  |  |  |  |
|                          |                          |                          |                          |                          |                          |  |  |  |  | サイイド・アジャッル・ シャムス・ウッディーン Sayyid Ajall Shams al-Dīn 賽典赤贍思丁 |                                                                |                                                                |                                                                |                                                                |                                                                |  |  |  |  |                       |                       |                       |                       |                       |                       |  |  |  |  |                                |                                |                                |                                |                                |                                |  |  |  |  |                                                |                                                |                                                |                                                |                                                |                                                |  |  |  |  |                                                 |                                                 |                                                 |                                                 |                                                 |                                                 |  |  |  |  |  |  |  |  |  |  |  |  |  |  |  |  |  |  |  |  |  |  |  |  |  |  |  |  |
|                          |                          |                          |                          |                          |                          |  |  |  |  |                                                                                      |                                                                |                                                                |                                                                |                                                                |                                                                |  |  |  |  |                       |                       |                       |                       |                       |                       |  |  |  |  |                                |                                |                                |                                |                                |                                |  |  |  |  |                                                |                                                |                                                |                                                |                                                |                                                |  |  |  |  |                                                 |                                                 |                                                 |                                                 |                                                 |                                                 |  |  |  |  |  |  |  |  |  |  |  |  |  |  |  |  |  |  |  |  |  |  |  |  |  |  |  |  |
|                          |                          |                          |                          |                          |                          |  |  |  |  |                                                                                      |                                                                |                                                                |                                                                |                                                                |                                                                |  |  |  |  |                       |                       |                       |                       |                       |                       |  |  |  |  |                                |                                |                                |                                |                                |                                |  |  |  |  |                                                |                                                |                                                |                                                |                                                |                                                |  |  |  |  |                                                 |                                                 |                                                 |                                                 |                                                 |                                                 |  |  |  |  |  |  |  |  |  |  |  |  |  |  |  |  |  |  |  |  |  |  |  |  |  |  |  |  |
| マスウード Masʿūd 馬速忽 | マスウード Masʿūd 馬速忽 | マスウード Masʿūd 馬速忽 | マスウード Masʿūd 馬速忽 | マスウード Masʿūd 馬速忽 | マスウード Masʿūd 馬速忽 |  |  |  |  | シャムス・ウッディーン・ウマル Shams al-Dīn ʿUmar 苫速丁兀黙里                       | シャムス・ウッディーン・ウマル Shams al-Dīn ʿUmar 苫速丁兀黙里 | シャムス・ウッディーン・ウマル Shams al-Dīn ʿUmar 苫速丁兀黙里 | シャムス・ウッディーン・ウマル Shams al-Dīn ʿUmar 苫速丁兀黙里 | シャムス・ウッディーン・ウマル Shams al-Dīn ʿUmar 苫速丁兀黙里 | シャムス・ウッディーン・ウマル Shams al-Dīn ʿUmar 苫速丁兀黙里 |  |  |  |  | フサイン Ḥusayn 忽辛  | フサイン Ḥusayn 忽辛  | フサイン Ḥusayn 忽辛  | フサイン Ḥusayn 忽辛  | フサイン Ḥusayn 忽辛  | フサイン Ḥusayn 忽辛  |  |  |  |  | ハサン Ḥasan 哈散              | ハサン Ḥasan 哈散              | ハサン Ḥasan 哈散              | ハサン Ḥasan 哈散              | ハサン Ḥasan 哈散              | ハサン Ḥasan 哈散              |  |  |  |  | ナースィル・ウッディーン Nāṣir al-Dīn 納速剌丁 | ナースィル・ウッディーン Nāṣir al-Dīn 納速剌丁 | ナースィル・ウッディーン Nāṣir al-Dīn 納速剌丁 | ナースィル・ウッディーン Nāṣir al-Dīn 納速剌丁 | ナースィル・ウッディーン Nāṣir al-Dīn 納速剌丁 | ナースィル・ウッディーン Nāṣir al-Dīn 納速剌丁 |  |  |  |  |                                                 |                                                 |                                                 |                                                 |                                                 |                                                 |  |  |  |  |  |  |  |  |  |  |  |  |  |  |  |  |  |  |  |  |  |  |  |  |  |  |  |  |
| マスウード Masʿūd 馬速忽 | マスウード Masʿūd 馬速忽 | マスウード Masʿūd 馬速忽 | マスウード Masʿūd 馬速忽 | マスウード Masʿūd 馬速忽 | マスウード Masʿūd 馬速忽 |  |  |  |  | シャムス・ウッディーン・ウマル Shams al-Dīn ʿUmar 苫速丁兀黙里                       | シャムス・ウッディーン・ウマル Shams al-Dīn ʿUmar 苫速丁兀黙里 | シャムス・ウッディーン・ウマル Shams al-Dīn ʿUmar 苫速丁兀黙里 | シャムス・ウッディーン・ウマル Shams al-Dīn ʿUmar 苫速丁兀黙里 | シャムス・ウッディーン・ウマル Shams al-Dīn ʿUmar 苫速丁兀黙里 | シャムス・ウッディーン・ウマル Shams al-Dīn ʿUmar 苫速丁兀黙里 |  |  |  |  | フサイン Ḥusayn 忽辛  | フサイン Ḥusayn 忽辛  | フサイン Ḥusayn 忽辛  | フサイン Ḥusayn 忽辛  | フサイン Ḥusayn 忽辛  | フサイン Ḥusayn 忽辛  |  |  |  |  | ハサン Ḥasan 哈散              | ハサン Ḥasan 哈散              | ハサン Ḥasan 哈散              | ハサン Ḥasan 哈散              | ハサン Ḥasan 哈散              | ハサン Ḥasan 哈散              |  |  |  |  | ナースィル・ウッディーン Nāṣir al-Dīn 納速剌丁 | ナースィル・ウッディーン Nāṣir al-Dīn 納速剌丁 | ナースィル・ウッディーン Nāṣir al-Dīn 納速剌丁 | ナースィル・ウッディーン Nāṣir al-Dīn 納速剌丁 | ナースィル・ウッディーン Nāṣir al-Dīn 納速剌丁 | ナースィル・ウッディーン Nāṣir al-Dīn 納速剌丁 |  |  |  |  |                                                 |                                                 |                                                 |                                                 |                                                 |                                                 |  |  |  |  |  |  |  |  |  |  |  |  |  |  |  |  |  |  |  |  |  |  |  |  |  |  |  |  |
|                          |                          |                          |                          |                          |                          |  |  |  |  |                                                                                      |                                                                |                                                                |                                                                |                                                                |                                                                |  |  |  |  |                       |                       |                       |                       |                       |                       |  |  |  |  |                                |                                |                                |                                |                                |                                |  |  |  |  |                                                |                                                |                                                |                                                |                                                |                                                |  |  |  |  |                                                 |                                                 |                                                 |                                                 |                                                 |                                                 |  |  |  |  |  |  |  |  |  |  |  |  |  |  |  |  |  |  |  |  |  |  |  |  |  |  |  |  |
|                          |                          |                          |                          |                          |                          |  |  |  |  | クルク Kürek 曲列                                                                    | クルク Kürek 曲列                                              | クルク Kürek 曲列                                              | クルク Kürek 曲列                                              | クルク Kürek 曲列                                              | クルク Kürek 曲列                                              |  |  |  |  | ボルカン Borqang 伯杭 | ボルカン Borqang 伯杭 | ボルカン Borqang 伯杭 | ボルカン Borqang 伯杭 | ボルカン Borqang 伯杭 | ボルカン Borqang 伯杭 |  |  |  |  | バヤンチャル Bayančar 伯顔察児 | バヤンチャル Bayančar 伯顔察児 | バヤンチャル Bayančar 伯顔察児 | バヤンチャル Bayančar 伯顔察児 | バヤンチャル Bayančar 伯顔察児 | バヤンチャル Bayančar 伯顔察児 |  |  |  |  | ウマル ʿUmar 烏馬児                            | ウマル ʿUmar 烏馬児                            | ウマル ʿUmar 烏馬児                            | ウマル ʿUmar 烏馬児                            | ウマル ʿUmar 烏馬児                            | ウマル ʿUmar 烏馬児                            |  |  |  |  | バヤン（アブー・バクル） Bayan（Abū Bakr） 伯顔 | バヤン（アブー・バクル） Bayan（Abū Bakr） 伯顔 | バヤン（アブー・バクル） Bayan（Abū Bakr） 伯顔 | バヤン（アブー・バクル） Bayan（Abū Bakr） 伯顔 | バヤン（アブー・バクル） Bayan（Abū Bakr） 伯顔 | バヤン（アブー・バクル） Bayan（Abū Bakr） 伯顔 |  |  |  |  |  |  |  |  |  |  |  |  |  |  |  |  |  |  |  |  |  |  |  |  |  |  |  |  |
|                          |                          |                          |                          |                          |                          |  |  |  |  | クルク Kürek 曲列                                                                    | クルク Kürek 曲列                                              | クルク Kürek 曲列                                              | クルク Kürek 曲列                                              | クルク Kürek 曲列                                              | クルク Kürek 曲列                                              |  |  |  |  | ボルカン Borqang 伯杭 | ボルカン Borqang 伯杭 | ボルカン Borqang 伯杭 | ボルカン Borqang 伯杭 | ボルカン Borqang 伯杭 | ボルカン Borqang 伯杭 |  |  |  |  | バヤンチャル Bayančar 伯顔察児 | バヤンチャル Bayančar 伯顔察児 | バヤンチャル Bayančar 伯顔察児 | バヤンチャル Bayančar 伯顔察児 | バヤンチャル Bayančar 伯顔察児 | バヤンチャル Bayančar 伯顔察児 |  |  |  |  | ウマル ʿUmar 烏馬児                            | ウマル ʿUmar 烏馬児                            | ウマル ʿUmar 烏馬児                            | ウマル ʿUmar 烏馬児                            | ウマル ʿUmar 烏馬児                            | ウマル ʿUmar 烏馬児                            |  |  |  |  | バヤン（アブー・バクル） Bayan（Abū Bakr） 伯顔 | バヤン（アブー・バクル） Bayan（Abū Bakr） 伯顔 | バヤン（アブー・バクル） Bayan（Abū Bakr） 伯顔 | バヤン（アブー・バクル） Bayan（Abū Bakr） 伯顔 | バヤン（アブー・バクル） Bayan（Abū Bakr） 伯顔 | バヤン（アブー・バクル） Bayan（Abū Bakr） 伯顔 |  |  |  |  |  |  |  |  |  |  |  |  |  |  |  |  |  |  |  |  |  |  |  |  |  |  |  |  |
|                          |                          |                          |                          |                          |                          |  |  |  |  |                                                                                      |                                                                |                                                                |                                                                |                                                                |                                                                |  |  |  |  |                       |                       |                       |                       |                       |                       |  |  |  |  |                                |                                |                                |                                |                                |                                |  |  |  |  | エレシ Eleši 也列失                            |                                                |                                                |                                                |                                                |                                                |  |  |  |  |                                                 |                                                 |                                                 |                                                 |                                                 |                                                 |  |  |  |  |  |  |  |  |  |  |  |  |  |  |  |  |  |  |  |  |  |  |  |  |  |  |  |  |